# Heterodontosauridae
Famille
Genres de rang inférieur
- † Abrictosaurus
- † Echinodon
- † Fruitadens
- † Heterodontosaurus
- † Lycorhinus
- † Manidens
- † Pegomastax
- † Tianyulong

Les Heterodontosauridae forment une famille fossile de dinosaures ornithischiens très primitifs qui ont souvent été considérés comme une divergence précoce des ornithopodes.  Leurs fossiles sont peu nombreux mais ils se retrouvent sur tous les continents à l'exception de l’Australie et de l'Antarctique, sur une gamme de temps géologiques très étendue, d'une durée d'environ 100 Ma (millions d'années), du Trias supérieur au Crétacé inférieur.

## Description

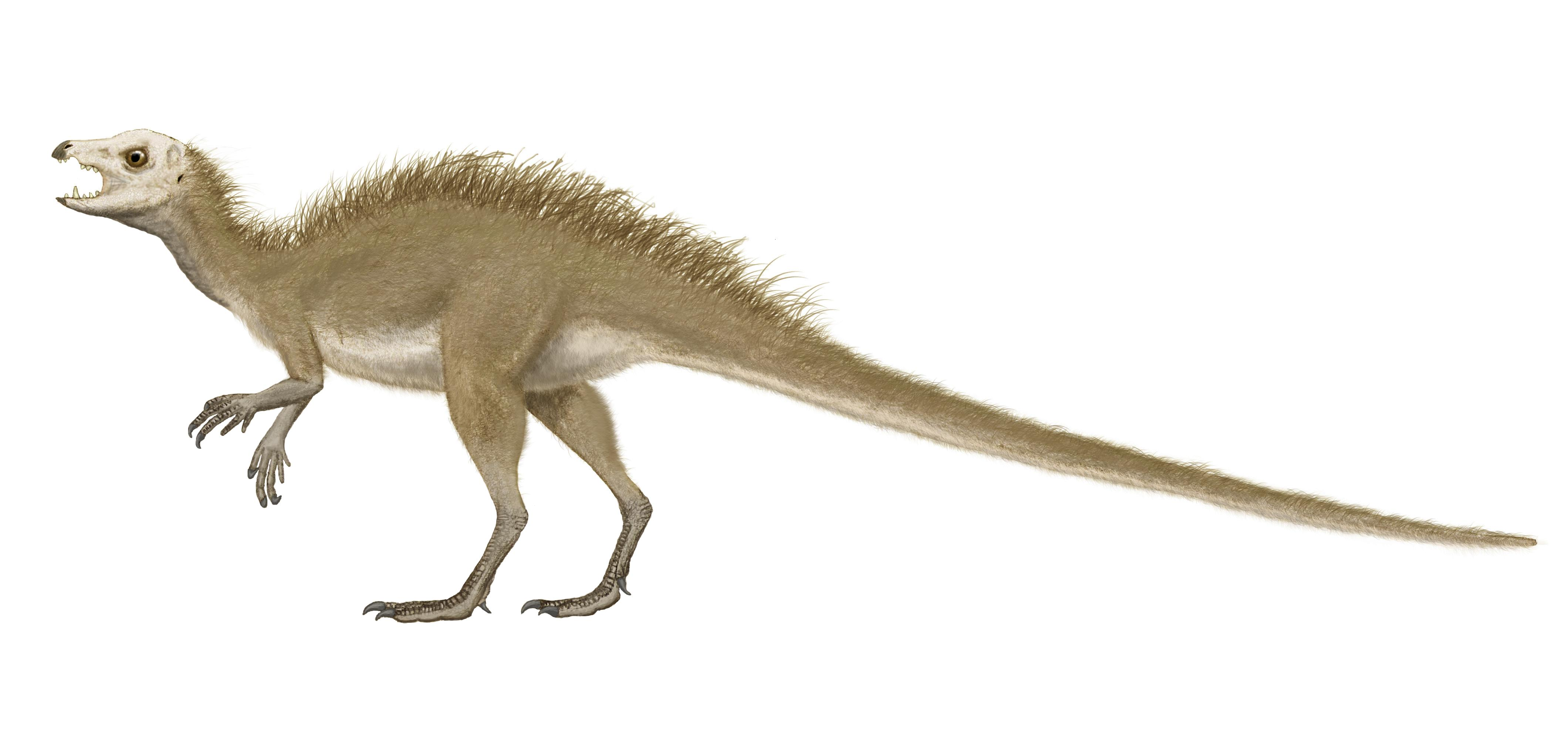
Dessin d'un Heterodontosauridae : Fruitadens.

Les Heterodontosauridae étaient des dinosaures dont la longueur ne dépassait 2 mètres en incluant une longue queue. Heterodontosaurus mesurait un peu plus d'un mètre, tandis que les restes fragmentaires de Lycorhinus paraissent indiquer une plus grande taille.

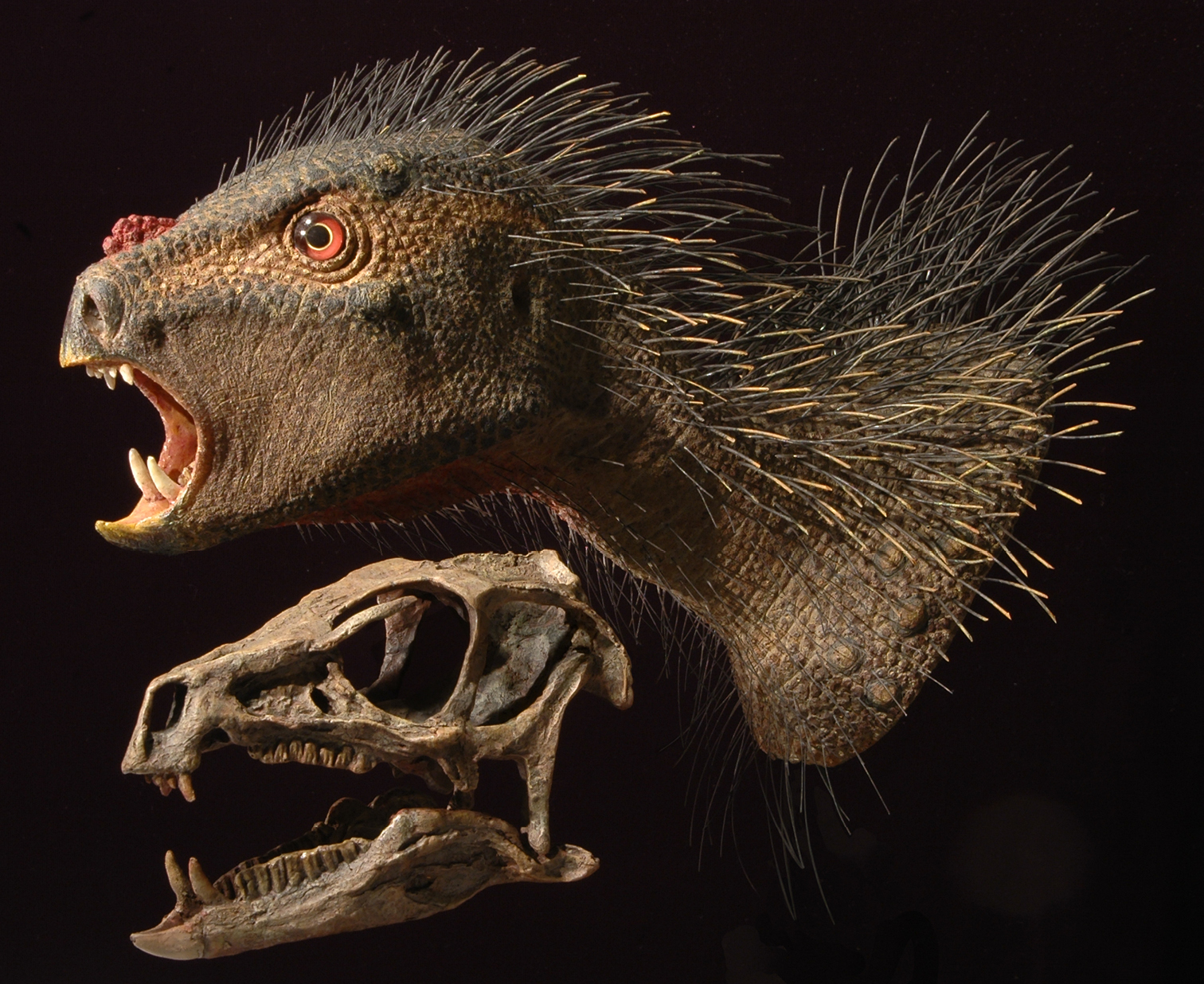
Crâne et reconstitution de la tête dHeterodontosaurus.

Dessins des crânes de deux hétérodontosauridés : Heterodontosaurus (A) et Tianyulong (B).

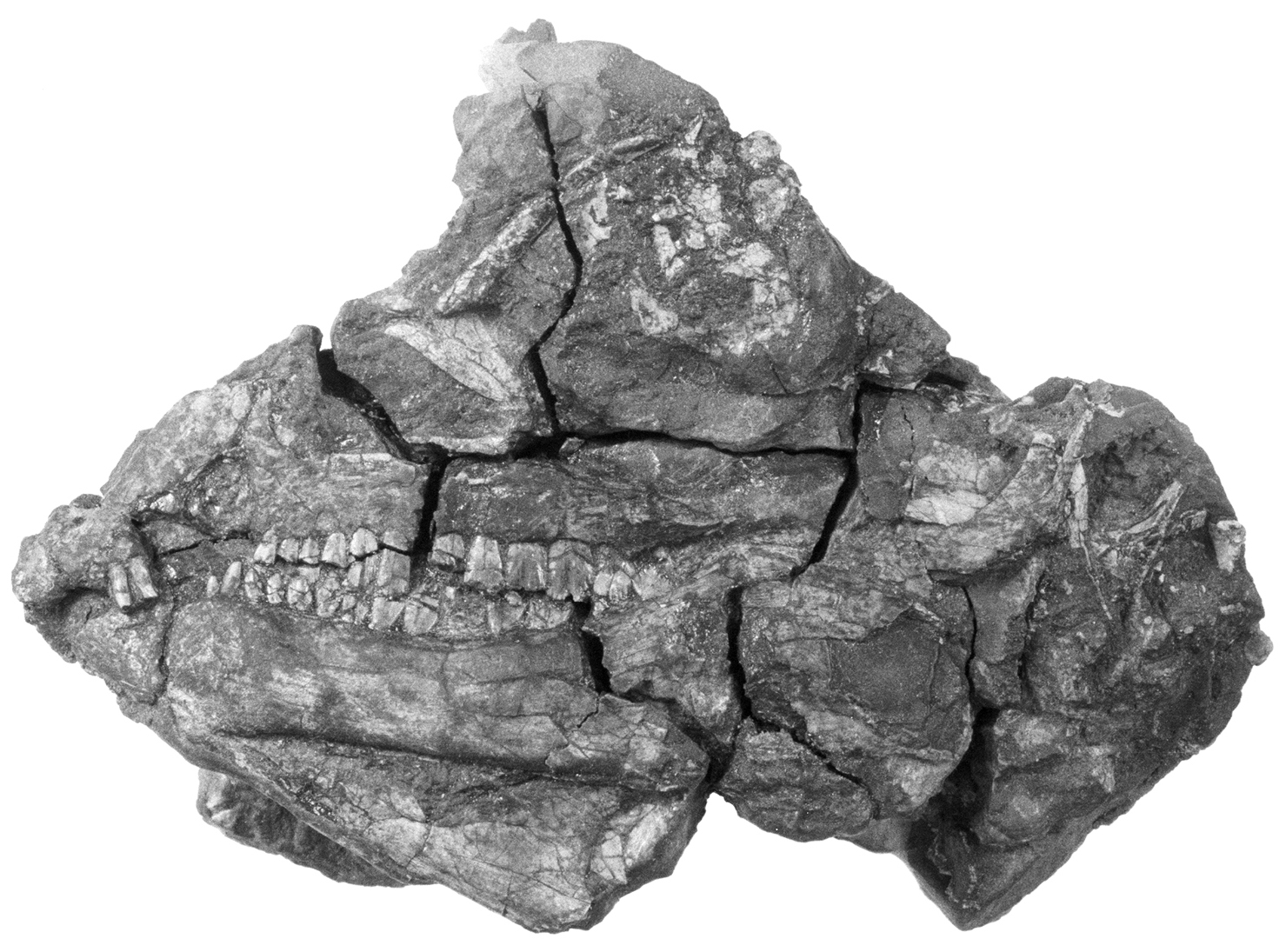
Fossile du crâne dAbrictosaurus.

Ils sont principalement connus par leur denture hétérodonte constituée de dents dissemblables, qui a donné son nom à la famille. Les canines sont larges et bien développées, en forme de défenses, tandis que les dents jugales sont adaptées à la mastication, similaires à celles des hadrosauridés du Crétacé. Les Heterodontosauridae étaient herbivores ou omnivores.
Presque tous les genres décrits ne sont connus que par leurs dents ou des fragments de leur crâne. Seul le genre Heterodontosaurus est connu par un squelette complet. Les caractères synapomorphiques définissant la famille sont donc limités aux dents et aux os de la mâchoire,.
Le genre Tianyulong découvert en Chine et décrit en 2009 par Xiao-Ting Zheng et al.montre des téguments filamenteux préservés qui sont interprétés comme une variante des premières proto-plumes découvertes chez certains théropodes. Ces filaments paraissent plus développés, en forme de crête le long de la queue de l'animal. Leur présence pourrait indiquer que ces dinosaures étaient endothermes.
En 2016, une équipe de chercheurs scanne à l'European Synchrotron Radiation Facility à Grenoble en France un squelette fossilisé complet d'un petit hétérodontosauridé découvert en 2005 en Afrique du Sud et vieux de 200 millions d'années. Le scan au rayons-X a révélé que les os du palais de l'animal avait une épaisseur de moins d'un millimètre d'épaisseur.

## Classification
En 2012, Paul Sereno propose le cladogramme suivant pour les Heterodontosauridae : 
|  | Echinodon  |
|  |            |
|  | Fruitadens |
|  |            |
|  | Tianyulong |
|  |            |

|  | Pegomastax |
|  |            |
|  | Manidens   |
|  |            |

|  | Abrictosaurus     |
|  |                   |
|  | Heterodontosaurus |
|  |                   |

|  | Pegomastax |
|  |            |
|  | Manidens   |
|  |            |

|  | Abrictosaurus     |
|  |                   |
|  | Heterodontosaurus |
|  |                   |

|  | Pegomastax |
|  |            |
|  | Manidens   |
|  |            |

|  | Abrictosaurus     |
|  |                   |
|  | Heterodontosaurus |
|  |                   |

|  | Pegomastax |
|  |            |
|  | Manidens   |
|  |            |

|  | Abrictosaurus     |
|  |                   |
|  | Heterodontosaurus |
|  |                   |

|  | Echinodon  |
|  |            |
|  | Fruitadens |
|  |            |
|  | Tianyulong |
|  |            |

|  | Pegomastax |
|  |            |
|  | Manidens   |
|  |            |

|  | Abrictosaurus     |
|  |                   |
|  | Heterodontosaurus |
|  |                   |

|  | Pegomastax |
|  |            |
|  | Manidens   |
|  |            |

|  | Abrictosaurus     |
|  |                   |
|  | Heterodontosaurus |
|  |                   |

|  | Pegomastax |
|  |            |
|  | Manidens   |
|  |            |

|  | Abrictosaurus     |
|  |                   |
|  | Heterodontosaurus |
|  |                   |

|  | Pegomastax |
|  |            |
|  | Manidens   |
|  |            |

|  | Abrictosaurus     |
|  |                   |
|  | Heterodontosaurus |
|  |                   |

Paul Sereno modifie ainsi sensiblement celui établi par Butler et al. un an plus tôt :
|  | NHM RU A100       |
|  |                   |
|  | Heterodontosaurus |
|  |                   |
|  | Lycorhinus        |
|  |                   |

|  | Fruitadens |
|  |            |
|  | Tianyulong |
|  |            |

|  | NHM RU A100       |
|  |                   |
|  | Heterodontosaurus |
|  |                   |
|  | Lycorhinus        |
|  |                   |

|  | Fruitadens |
|  |            |
|  | Tianyulong |
|  |            |

|  | NHM RU A100       |
|  |                   |
|  | Heterodontosaurus |
|  |                   |
|  | Lycorhinus        |
|  |                   |

|  | Fruitadens |
|  |            |
|  | Tianyulong |
|  |            |

|  | NHM RU A100       |
|  |                   |
|  | Heterodontosaurus |
|  |                   |
|  | Lycorhinus        |
|  |                   |

|  | Fruitadens |
|  |            |
|  | Tianyulong |
|  |            |

### Référence taxinomique
(en) Paleobiology Database : Heterodontosauridae Romer, 1966